# Джейсон (испанский футболист)
Давид Ремесейро Салгейро (исп. David Remeseiro Salgueiro; 6 июля 1994 года, Ла-Корунья, Испания), более известный как Джейсон — испанский футболист, вингер португальского клуба «Арока».

## Клубная карьера

### «Леванте»
Джейсон родился в Ла-Корунье и играл за местную команду «Депортиво Ла-Корунья», где тренер дал ему своё прозвище, чтобы отличить его от двух других мальчиков по имени Дэвид; его прозвали в честь британского гонщика Формулы-1 Дженсона Баттона из-за его скорости. После двух сезонов в команде, он перешёл в академию «Леванте». Начиная с сезона 2012/13 Дэвид начал играть за резервную команду «Леванте B» в Сегунде B, а 1 июля 2013 года подписал с клубом новый двухлетний контракт.
25 августа 2013 года Джейсон дебютировал в чемпионате Испании, сыграв одну минуту в матче против «Севильи». 14 августа 2014 года он перешёл в «Вильярреал B» на правах аренды.
26 января 2015 года Джейсон был отозван из аренды и был зарегистрирован в резервной команде, но сразу же переведён в основную команду. 31 августа он ушёл в аренду в клуб Сегунды «Альбасете». Свой первый гол на профессиональном уровне он забил 3 января в матче против клуба «Понферрадина».
Джейсон вернулся на Сьюдад де Валенсия в сезоне 2016/17 и забил единственный гол в гостевой победе над «Нумансией» 21 августа 2016 года. В том сезоне он забил ещё 9 мячей и помог команде вернуться в высший дивизион после вылета годом ранее.

### «Валенсия»
1 июля 2019 года Джейсон подписал трёхлетний контракт с «Валенсией» в качестве свободного агента. Однако 1 сентября он был отдан в годичную  аренду клубу «Хетафе». Он сыграл более, чем в половине матчей сезона. Мадридская команда заняла 8 место по окончании сезона, а Джейсон забил один гол 26 сентября своему бывшему клубу «Леванте», матч закончился ничьей 3:3.
Дэвид дебютировал за «летучих мышей» 19 сентября 2020 года, выйдя на замену в перерыве матча с «Сельтой» (поражение 2:1).